# Silorba Pachhawari
Silorba Pachhawari – gaun wikas samiti we wschodniej części Nepalu w strefie Sagarmatha w dystrykcie Siraha. Według nepalskiego spisu powszechnego z 2001 roku liczył on 808 gospodarstw domowych i 5249 mieszkańców (2551 kobiet i 2698 mężczyzn).